# Xanthidium antilopaeum
Xanthidium antilopaeum é uma espécie de alga pertencente à família Desmidiaceae.
A autoridade científica da espécie é (Brébisson) Kützing, tendo sido publicada em Species algarum. pp. [i]-vi, [1]-922. Lipsiae [Leipzig]: F.A. Brockhaus., no ano de 1849.
Trata-se de uma espécie de água doce, com registo de ocorrência em Portugal.

## Sinónimos
Possui um sinónimo homotípico, Cosmarium antilopaeum (basónimo), e 4 sinónimos heterotípicos, Xanthidium antilopaeum var. triquetrum, Xanthidium antilopaeum var. hirsutum, Xanthidium spinulosum e Xanthidium antilopaeum var. ornatum.